# Nagy-Irgiz
A Nagy-Irgiz (oroszul: Большой Иргиз) folyó Oroszország európai részén, a Szamarai- és a Szaratovi területen; a Volgán kialakított Volgográdi-víztározó bal oldali mellékfolyója.

## Földrajz
Hossza: 675 km, vízgyűjtő területe: 24 000  km², évi közepes vízhozama: 23 m³/sec.
Az Obscsij Szirt-hátságon, a Szamarai- és az Orenburgi terület határának környékén ered. Kezdetben északnyugatra, majd délnyugat, nyugat felé folyik. A Szamarai területen széles völgyében rendkívül sok kanyart alkot. Délkelet felől ömlik a Volgográdi-víztározóba, kb. 1100 km-re a Volga torkolatától. 
Főként hóolvadék táplálja. Novembertől áprilisig befagy, tavaszi jégzajlása kb. hét napig tart. Tavaszi árvize van. Március–áprilisban, 30 nap alatt folyik le az éves vízmennyiség kb. 86%-a. Forróbb nyarakon időnként kiszárad. A folyón számos zsilipet és Szulak településnél víztározót építettek, vizét öntözésre használják. 
Számottevő mellékfolyói:
- jobbról: a Karalik
- balról: a Kamelik, a Nagy-Kucsum és a Kis-Kucsum.

Partján az egyetlen jelentős város Pugacsov.